# セオレガメ属
セオレガメ属（セオレガメぞく、Kinixys）は、カメ目リクガメ科に属する属。模式種はモリセオレガメ。

## 分布
アンゴラ、エチオピア、エリトリア、ガーナ、カメルーン、ガンビア、ギニア、ギニアビサウ、コートジボワール、コンゴ共和国、コンゴ民主共和国、ケニア、ザンビア、シエラレオネ、ジンバブエ、スーダン東部、スワジランド、セネガル、ソマリア南部、タンザニア、チャド南部、中央アフリカ共和国、トーゴ、ナイジェリア、ニジェール南西部、ブルキナ・ファソ、ベナン、ボツワナ、マラウィ、マリ共和国、南アフリカ共和国、モザンビーク、リベリア。ベルセオレガメがマダガスカル北西部に移入。

## 形態
最大種はモリセオレガメで最大甲長37.5cm。最小種はナタールセオレガメで最大甲長16cm。背甲はやや扁平で、上から見ると細長い。少なくともカメ目の現生種では本属の構成種のみ背甲（第7縁甲板と第8縁甲板の継ぎ目＜シーム＞、多くの種では第2肋甲板と第3肋甲板のシームにも）に蝶番があり、背甲後部を可動させることができ和名や英名（hinge-back=背甲に蝶番がある）の由来になっている。背甲後部を可動できる利点としては外敵や乾燥からの防御や、大型の卵を産むことができる（幼体や栄養分の増加により死亡率を減らせる）などがあると考えられている。
頭部は大型でやや細長い。嘴の咬合面はやや狭く、形状もやや単純。
オスの成体は腹甲の中央部が凹む。オスは尾が太いうえに長く、尾をまっすぐに伸ばした状態では総排泄口の大部分が背甲の外側にある。逆にメスは尾が細いうえに短く、尾をまっすぐに伸ばしても尾の大部分が背甲よりも内側にある。またオスは尾の先端にある鉤状の大型鱗がより大型。

## 分類
- Kinixys belliana　ベルセオレガメ　Bell's hinge-back tortoise
- Kinixys erosa　モリセオレガメ　Serrated hinge-back tortoise
- Kinixys homeana　ホームセオレガメ　Home's hinge-back tortoise
- Kinixys lobatiana　ロバツィセオレガメ　Lobatse hinge-back tortoise
- Kinixys natalensis　ナタールセオレガメ　Natal hinge-back tortoise
- Kinixys spekii　スピークセオレガメ　Speke's hinge-back tortoise

## 生態
サバンナや熱帯雨林などに生息する。乾季や冬季に休眠する種もいる。
食性は雑食で、植物の葉、果実、キノコ、昆虫、多足類、陸棲の貝類、動物の死骸などを食べる。
繁殖形態は卵生。

## 人間との関係
生息地では食用や薬用とされることもある。
開発による生息地の破壊、食用や薬用、ペット用の乱獲などにより生息数は減少している種もいる。
ペットとして流通することもあり、日本にも輸入されている。主に野生個体が流通する。

## 画像

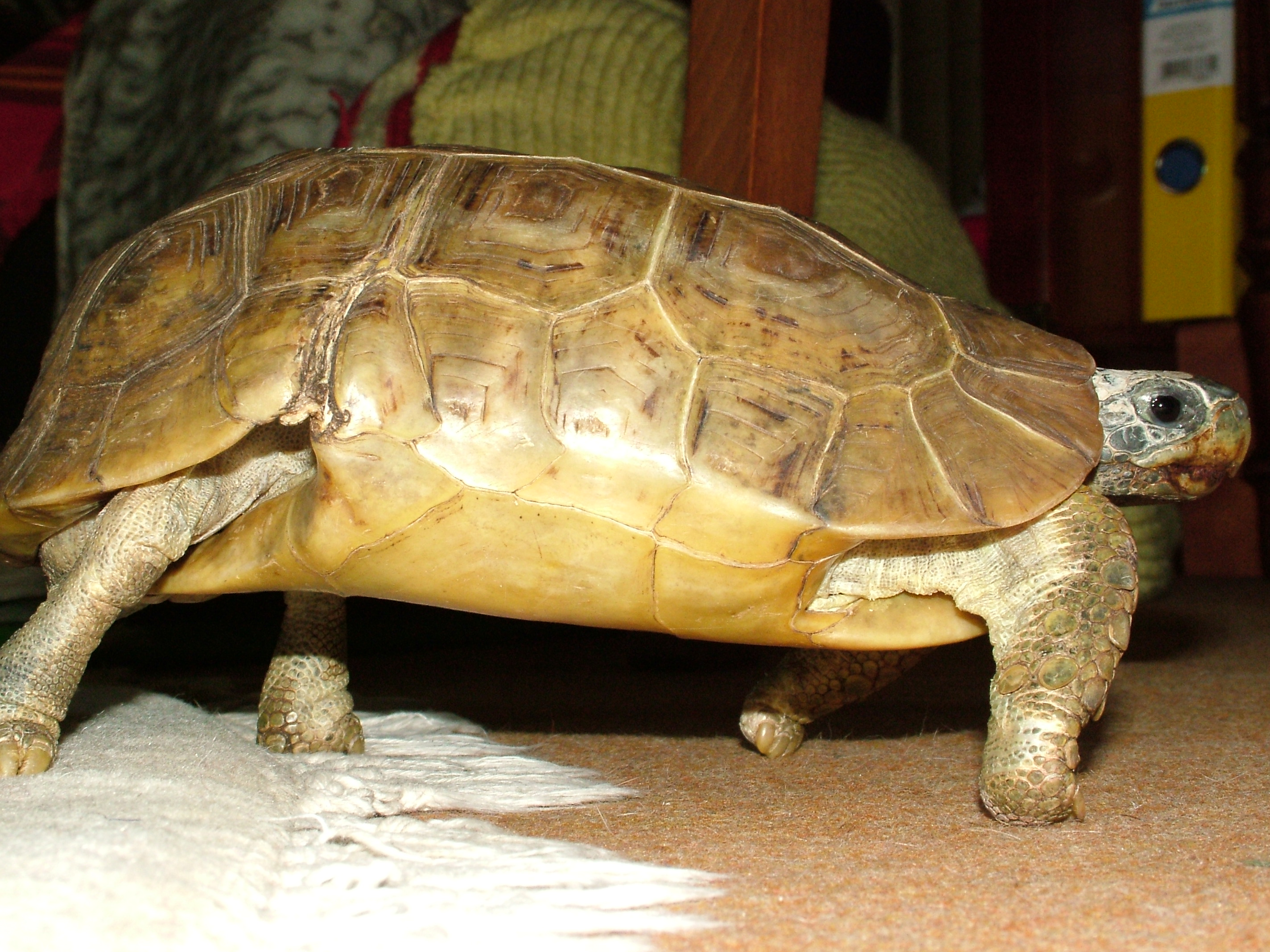
ベルセオレガメ K. belliana